# Yann Aurel Bisseck
Yann Aurel Ludger Bisseck (ur. 29 listopada 2000 w Kolonii) – niemiecki piłkarz kameruńskiego pochodzenia występujący na pozycji obrońcy we włoskim klubie Inter Mediolan oraz w reprezentacji Niemiec. Wychowanek 1. FC Köln, w trakcie swojej kariery grał także w takich zespołach, jak Holstein Kiel, Roda JC, Vitoria B oraz AGF.